# Ayelt Komus
Ayelt Komus (* 1968 in Bremen) ist ein deutscher Wirtschaftswissenschaftler und seit 2004 Professor für Organisation und Wirtschaftsinformatik an der Hochschule Koblenz.

## Leben
Nach seinem Studium der Betriebswirtschaftslehre an der Technischen Universität Dortmund promovierte er 2001 unter August-Wilhelm Scheer mit seiner Arbeit über Benchmarking als Instrument der Intelligenten Organisation an der Universität des Saarlandes. Im Juni 2004 erfolgte die Berufung zum Professor. für Wirtschaftsinformatik und Allgemeine Betriebswirtschaftslehre an der Hochschule Koblenz. Komus war u. a. wissenschaftlicher Leiter der Rechenzentren der Hochschule Koblenz und als Fachbeirat des Projektmagazin tätig. 
Komus ist ebenfalls als Fachbeirat des ProjektMagazin und als Autor der Computerwoche mit den Schwerpunkten Digitalisierung und Agiles Projektmanagement tätig. Komus ist Mitinitiator der Modellfabrik Koblenz und Leiter des Labors für Betriebliche Informationssysteme. Aktuell ist Komus außerdem wissenschaftlicher Beirat von VOICE Bundesverband der IT-Anwender.

## Forschungsschwerpunkte
Seine Forschungsschwerpunkte liegen im Bereich CIO-Arbeit, IT-Management, Digitale Transformation, Agile Methoden, Projektmanagement und Prozessmanagement und Social Media. Er ist Initiator verschiedener Studien in Zusammenarbeit mit Organisationen wie der Gesellschaft für Prozessmanagement, der GPM und Scrum.org. Komus leitete 2016/2017 die dritte Auflage der Studie Status Quo Agile, die mit mehr als 1000 Teilnehmern die größte Studie zum Thema Agiles Projektmanagement im europäischen Raum ist.
Zur Digitalen Transformation und der Rolle des CIO initiierte Komus gemeinsam mit VOICE-Bundesverband der IT-Anwender die Studien CIO-Studie: Erfolge und Erfolgsfaktoren von CIOs und das „CIO-Barometer“.
Aufgrund seiner wissenschaftlichen Tätigkeit wurde er als Experte unter anderem von der Wirtschaftswoche, dem CIO-Magazin, dem Deutschlandfunk und der Wirtschaftszeitschrift brand eins zu den Themen Agilisierung und Digitalisierung interviewt.

## Veröffentlichungen (Auswahl)
- Benchmarking als Instrument der Intelligenten Organisation: Ansätze zur Steuerung und Steigerung Organisatorischer Intelligenz (= Schriften zur EDV-orientierten Betriebswirtschaft), Wiesbaden 2001, ISBN 978-3-663-07731-2.
- Die Realisierung globaler Wettbewerbsvorteile: Strategie, Struktur und Umwelt, Berlin 2003, ISBN 978-3-930894-94-9.
- mit Franziska Wauch: Wikimanagement: Was Unternehmen von Social Software und Web 2.0 lernen können, München/Wien 2008, ISBN 978-3-486-58324-3.
- (Hrsg.): BPM - Best Practice: Wie führende BPM-Unternehmen ihre Geschäftsprozesse managen, Berlin/Heidelberg 2011, ISBN 978-3-642-16724-9.
- mit Rolf Hofmann (Hrsg.): Praxisbuch Prozessmanagement: BPM erfolgreich etablieren und nachhaltig verankern. 10 ausführliche Beispiele aus der Praxis, München 2018, ISBN 978-3-446-44925-1.